# Typhlocirolana gurneyi
Typhlocirolana gurneyi là một loài chân đều trong họ Cirolanidae. Loài này được Racovitza miêu tả khoa học năm 1912.